# Mid-South North American Heavyweight Championship
Il Mid-South North American Heavyweight Championship, nato come NWA North American Heavyweight Championship (Mid-south version) è stato un titolo di wrestling promosso dalla federazione Mid-South Wrestling Association, inizialmente territorio della National Wrestling Alliance (NWA).
Il titolo fu attivo dal 1969 al 1986, quando fu sostituito dall'UWF World Heavyweight Championship.

## Storia
Il titolo fa parte di una serie di riconoscimenti con lo stesso nome promossi dai territori della NWA. La Mid-South Wrestling Association iniziò a promuovere una sua versione, inizialmente come NWA North American Heavyweight Championship del titolo a partire dal 1969, quando il torneo per decretare il campione inaugurale fu vinto da Chuck Karbo. 
Quando la federazione lasciò la National Wrestling Alliance portò il titolo con sé, rinominandolo in Mid-South North American Championship e mantenendolo attivo fino al maggio 1986, quando la federazione cambiò nome in Universal Wrestling Federation, che iniziò a promuovere l'UWF World Heavyweight Championship.

## Albo d'oro
| Legenda  |                                                                               |
| -------- | ----------------------------------------------------------------------------- |
| #        | Indica il numero del regno titolato                                           |
| Regno    | Viene indicato il numero del regno del campione                               |
| Data     | La data in cui il titolo è stato vinto                                        |
| Località | Indica il luogo in cui il titolo è stato vinto                                |
| Note     | Indica notizie particolari riguardanti i cambi di titolo o altre informazioni |

### NWA North American Heavyweight Championship (1969-1976)
| #  | Campione          | Regno | Data             | Giorni | Località                   | Evento     | Note | Fonti |
| -- | ----------------- | ----- | ---------------- | ------ | -------------------------- | ---------- | --- | ----- |
| 1  | Chuck Karbo       | 1     | 23 giugno 1969   | 53     | Los Angeles, California    | House show | Vincendo un torneo (probabilmente fittizio) per decretare il campione inaugurale.                                                       |       |
| 2  | Danny Hodge       | 1     | 15 agosto 1969   | 52     | Little Rock, Arkansas      | House show | |       |
| 3  | Chuck Karbo       | 2     | 6 ottobre 1969   | 15     | --                         | House show | |       |
| 4  | Danny Hodge       | 2     | 21 ottobre 1969  | 2      | Little Rock, Arkansas      | House show | Il cambio di titolo fu ripetuto il giorno dopo, nuovamente a Little Rock.                                                               |       |
| 5  | Chuck Karbo       | 3     | 23 ottobre 1969  | 8      | --                         | House show | |       |
| 6  | Tarzan Baxter     | 1     | 31 ottobre 1969  | 109    | Oklahoma City, Oklahoma    | House show | |       |
| 7  | The Spoiler       | 1     | 17 febbraio 1970 | 54     | Little Rock, Arkansas      | House show | |       |
| 8  | Bill Watts        | 1     | 12 aprile 1970   | 404    | Tulsa, Oklahoma            | House show | |       |
| 9  | Dusty Rhodes      | 1     | 21 maggio 1971   | --     | Shreveport, Louisiana      | House show | |       |
| 10 | Bill Watts        | 2     | ottobre 1971     | --     | --                         | --         | |       |
| 11 | The Stomper       | 1     | marzo 1972       | --     | --                         | --         | Non è chiaro se si tratta di questo titolo o della versione Tri-State del NWA Brass Knuckles Championship.                              |       |
| 12 | Bill Watts        | 3     | 19 aprile 1972   | 26     | --                         | House show | |       |
| 13 | Dale Lewis        | 1     | 15 maggio 1972   | 7      | Shreveport, Louisiana      | House show | |       |
| 14 | Bill Watts        | 4     | 22 maggio 1972   | --     | Shreveport, Louisiana      | House show | |       |
| —  | Vacante           | —     | agosto 1973      | —      | —                          | —          | Il titolo fu reso vacante quando Watts lasciò il territorio, ma questi continuò a difenderlo in Florida e in Georgia.                   |       |
| 15 | Tank Morgan       | 1     | 12 novembre 1973 | 84     | Shreveport, Louisiana      | House show | In un torneo per riassegnare il titolo, sconfiggendo in finale Dewey Robertson.                                                         |       |
| 16 | Rip Tyler         | 1     | 4 febbraio 1974  | 140    | Shreveport, Louisiana      | House show | |       |
| 17 | Apache Bull Ramos | 1     | 24 giugno 1974   | 35     | Shreveport, Louisiana      | House show | |       |
| 18 | Armand Hussian    | 1     | 29 luglio 1974   | 396    | Shreveport, Louisiana      | House show | |       |
| 19 | Skandor Akbar     | 1     | 29 agosto 1974   | 258    | New Orleans, Louisiana     | House show | |       |
| 20 | Danny Miller      | 1     | 14 maggio 1975   | 22     | Jackson, Mississippi       | House show | |       |
| 21 | Dick Murdoch      | 1     | 5 giugno 1975    | 145    | New Orleans, Louisiana     | House show | |       |
| 22 | Killer Karl Kox   | 1     | 28 ottobre 1975  | 29     | Shreveport, Louisiana      | House show | |       |
| 23 | Bill Watts        | 5     | 26 novembre 1975 | 349    | Jackson, Mississippi       | House show | |       |
| 24 | The Stomper       | 1     | 9 novembre 1976  | 14     | Shreveport, Louisiana      | House show | |       |
| 25 | The Brute         | 1     | 23 novembre 1976 | --     | --                         | House show | |       |
| 26 | Ted DiBiase       | 1     | dicembre 1976    | --     | Shreveport, Louisiana      | House show | |       |
| 27 | Waldo Von Erich   | 1     | 29 dicembre 1976 | 62     | Shreveport, Louisiana      | House show | Vincendo il titolo come il wrestler mascherato Great Zim.                                                                               |       |
| 28 | Dick Murdoch      | 2     | 1 marzo 1977     | 62     | Shreveport, Louisiana      | House show | |       |
| 29 | Stan Hansen       | 1     | 2 maggio 1977    | 49     | Tulsa, Oklahoma            | House show | |       |
| 30 | Bill Watts        | 6     | 20 giugno 1977   | 44     | Tulsa, Oklahoma            | House show | |       |
| 31 | Dick Murdoch      | 3     | 3 agosto 1977    | --     | New Orleans, Louisiana     | House show | |       |
| 32 | Jerry Oates       | 1     | agosto 1977      | --     | Albuquerque, Nuovo Messico | House show | |       |
| 33 | Dick Murdoch      | 4     | 6 novembre 1977  | 100    | Oklahoma City, Oklahoma    | House show | |       |
| 34 | Ernie Ladd        | 1     | 14 febbraio 1978 | 104    | Shreveport, Louisiana      | House show | |       |
| 35 | Paul Orndorff     | 1     | 29 maggio 1978   | 61     | Tulsa, Oklahoma            | House show | Secondo alcune fonti Orndorff perse il titolo contro Stan Hansen il 29 luglio a Baton Rouge, ma il cambio di titolo non è riconosciuto. |       |
| —  | Vacante           | —     | 29 luglio 1978   | —      | —                          | —          | Orndorff fu privato del titolo al termine dell'incontro contro Hansen.                                                                  |       |
| 36 | Ernie Ladd        | 2     | 29 luglio 1978   | 111    | --                         | House show | Il titolo fu assegnato d'ufficio a Ladd.                                                                                                |       |
| 37 | Ray Candy         | 1     | 17 novembre 1978 | 38     | Shreveport, Louisiana      | House show | |       |
| 38 | Ernie Ladd        | 3     | 25 dicembre 1978 | 53     | New Orleans, Louisiana     | House show | Vincendo il titolo d'ufficio a causa di un infortunio di Candy.                                                                         |       |

### Mid-South North American Heavyweight Championship (1979-1986)
| #  | Campione                   | Regno | Data              | Giorni | Località                | Evento       | Note | Fonti |
| -- | -------------------------- | ----- | ----------------- | ------ | ----------------------- | ------------ | --- | ----- |
| 39 | Mr. Wrestling II           | 1     | 16 febbraio 1979  | 201    | Atlanta, Georgia        | House show   | La Mid-South Wrestling Association lasciò la NWA nell'agosto 1979 e il titolo fu rinominato in Mid-South North American Heavyweight Championship. |       |
| 40 | Mike George                | 1     | 5 settembre 1979  | 90     | Shreveport, Louisiana   | House show   | Il cambio di titolo non fu riconosciuto in Georgia. | [ 3 ] |
| 41 | Bill Watts                 | 7     | 4 dicembre 1979   | 2      | Baton Rouge, Louisiana  | House show   | |       |
| 42 | Mike George                | 2     | 6 dicembre 1979   | 30     | --                      | House show   | Watts restituì il titolo a George. |       |
| 43 | Bill Watts                 | 8     | 5 gennaio 1980    | 14     | Alexandria, Louisiana   | House show   | |       |
| 44 | Mike George                | 3     | 19 gennaio 1980   | 13     | Alexandria, Louisiana   | House show   | |       |
| 45 | Ted DiBiase                | 2     | 1 febbraio 1980   | 231    | Shreveport, Louisiana   | House show   | |       |
| 46 | The Grappler               | 1     | 19 settembre 1980 | 284    | Shreveport, Louisiana   | House show   | |       |
| 47 | Jake Roberts               | 1     | 30 giugno 1981    | 4      | Shreveport, Louisiana   | House show   | |       |
| 48 | Paul Orndorff              | 4     | 4 luglio 1981     | 120    | New Orleans, Louisiana  | House show   | |       |
| 49 | Ted DiBiase                | 3     | 1 novembre 1981   | 66     | Lake Charles, Louisiana | House show   | |       |
| 50 | Paul Orndorff              | 5     | 6 gennaio 1982    | 0      | Shreveport, Louisiana   | Mid-South TV | In un incontro andato in onda il 9 gennaio 1982. |       |
| 51 | Ted DiBiase                | 4     | 6 gennaio 1982    | 70     | Shreveport, Louisiana   | Mid-South TV | In un incontro andato in onda il 9 gennaio 1982. DiBiase ottenne nuovamente il titolo poiché Orndorff lo attaccò con la cintura alla fine del loro incontro. |       |
| 52 | Bob Roop                   | 1     | 17 marzo 1982     | 96     | Shreveport, Louisiana   | House show   | |       |
| 53 | Junkyard Dog               | 1     | 21 giugno 1982    | 2      | New Orleans, Louisiana  | House show   | |       |
| 54 | Ted DiBiase                | 5     | 23 giugno 1982    | 155    | Shreveport, Louisiana   | House show   | |       |
| 55 | Stagger Lee (Junkyard Dog) | 2     | 25 novembre 1982  | --     | New Orleans, Louisiana  | House show   | Vinto con lo pseudonimo di Stagger Lee poiché era stato costretto ad abbandonare temporaneamente il territorio dopo aver perso un loser leaves town match. |       |
| —  | Vacante                    | —     | febbraio 1983     | —      | —                       | —            | Il titolo fu reso vacante quando Stagger Lee lasciò il territorio (kayfabe, quando in realtà terminò la sospensione di Junkyard Dog). Il 21 marzo 1983 un torneo per riassegnare il titolo fu vinto da Mr. Olympia, ma il titolo non fu assegnato per uno schienamento irregolare. |       |
| 56 | Junkyard Dog               | 3     | 16 aprile 1983    | 91     | New Orleans, Louisiana  | House show   | In uno spareggio per riassegnare il titolo vacante contro Mr. Olympia. |       |
| 57 | Butch Reed                 | 1     | 16 luglio 1983    | 100    | New Orleans, Louisiana  | House show   | | [ 4 ] |
| †  | Magnum T.A.                | —     | 12 ottobre 1983   | 12     | Shreveport, Louisiana   | House show   | Il cambio di titolo non fu riconosciuto perché Reed aveva scelto di suo pugno il suo avversario. L'annuncio fu dato in un episodio di Mid-South TV andato in onda il 29 ottobre 1983.                                                                                              |       |
| †  | Nikolai Volkoff            | —     | 24 ottobre 1983   | —      | New Orleans, Louisiana  | House show   | Il cambio di titolo non fu riconosciuto poiché Magnum T.A. non avrebbe dovuto conquistare il titolo. L'annuncio fu dato in un episodio di Mid-South TV andato in onda il 29 ottobre 1983.                                                                                          |       |
| 58 | Butch Reed                 | 2     | 24 ottobre 1983   | 2      | New Orleans, Louisiana  | House show   | Il titolo fu riassegnato a Butch Reed in un episodio di Mid-South TV andato in onda il 29 ottobre 1983. |       |
| 59 | Junkyard Dog               | 4     | 26 ottobre 1983   | 138    | Shreveport, Louisiana   | Mid-South TV | In un incontro andato in onda il 29 ottobre 1983. |       |
| 60 | Mr. Wrestling II           | 2     | 12 marzo 1984     | 62     | New Orleans, Louisiana  | House show   | |       |
| 61 | Magnum T.A.                | 1     | 13 maggio 1984    | 156    | Tulsa, Oklahoma         | House show   | |       |
| 62 | Ernie Ladd                 | 5     | 16 ottobre 1984   | 50     | Shreveport, Louisiana   | House show   | |       |
| 63 | Brad Armstrong             | 1     | 5 dicembre 1984   | 42     | Shreveport, Louisiana   | House show   | |       |
| 64 | Ted DiBiase                | 6     | 16 gennaio 1985   | 56     | Shreveport, Louisiana   | House show   | |       |
| 65 | Terry Taylor               | 1     | 13 marzo 1985     | 70     | Shreveport, Louisiana   | House show   | |       |
| 66 | The Nightmare              | 1     | 22 maggio 1985    | 80     | Shreveport, Louisiana   | Mid-South TV | In un incontro andato in onda il 30 maggio 1985. |       |
| 67 | Dick Murdoch               | 5     | 10 agosto 1985    | 65     | New Orleans, Louisiana  | House show   | |       |
| 68 | Butch Reed                 | 3     | 14 ottobre 1985   | 79     | New Orleans, Louisiana  | House show   | |       |
| 69 | Dick Slater                | 1     | 1 gennaio 1986    | 30     | Tulsa, Oklahoma         | House show   | |       |
| —  | Vacante                    | —     | 31 gennaio 1986   | —      | —                       | —            | Il titolo fu reso vacante in seguito ad un finale controverso di una difesa titolata contro Jake Roberts. |       |
| 70 | Jake Roberts               | 2     | 14 febbraio 1986  | 9      | Houston, Texas          | House show   | In uno spareggio per riassegnare il titolo contro Slater. |       |
| 71 | Dick Slater                | 2     | 23 febbraio 1986  | 21     | Oklahoma City, Oklahoma | House show   | |       |
| 72 | Jim Duggan                 | 1     | 16 marzo 1986     | --     | Oklahoma City, Oklahoma | House show   | Sconfiggendo Buzz Sawyer, che difendeva il titolo per conto di Slater. |       |
| —  | Disattivato                | —     | maggio 1986       | —      | —                       | —            | Il titolo fu disattivato quando la federazione cambiò nome in Universal Wrestling Federation e iniziò a promuovere l'UWF World Heavyweight Championship. |       |